# Dresdner SC
Maillots
Le Dresdner SC est un club omnisports allemand fondé le 30 avril 1898 comprenant notamment une section football. Le club est basé à Dresde dans la Saxe.
Outre le football, ce club comporte plusieurs sections dont entre autres, l'athlétisme, le cyclisme, la gymnastique, l'haltérophilie, la natation, le plongeon et le volley-ball (pour le volley-ball féminin, voir Dresdner SC (volley-ball féminin)).
En janvier 1900, le Dresdner SC 1898 fut un des fondateurs de la Fédération allemande de football (DFB).
Ce club, à l'Histoire longue et riche, connut différentes périodes, dont une d'inactivité entre 1950 et 1966 en football pendant laquelle son héritage fut indirectement assuré par un club nommé SC Einheit Dresden.

## Repères historiques

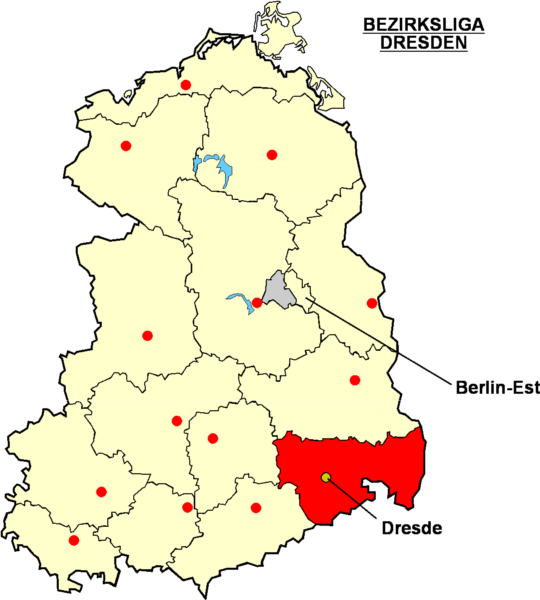
Localisation de Dresde dans la Bezirksliga Dresden

- 1874 - fondation du DRESDNER ENGLISH FOOTBALL CLUB, le premier club créé sur le territoire allemand. Il arrêta ses activités au début des années 1890.
- 1893 - Fondation du NEUE DRESDNER FUSSBALL CLUB 1893 [2]

- 1898 - fondation du club sous le nom de DRESDNER SC 1898.
- 1945 - DRESDNER SC 1898dissous par les Alliés.
- 1945 - reconstitution sous le nom de SG DRESDEN-FRIEDRICHSTADT.
- 1950 - fermeture du club en guise de "sanctions" politiques.
- 1950-1966 - Inactivité. Quelques anciens éléments du SG DRESDEN-FRIEDRICHSTADT participèrent aux activités du SC EINHEIT DRESDEN (créé en 1946 sous la dénomination de SG DRESDEN-MICKTEN).
- 1966 - La section football du SC EINHEIT DRESDEN fut restructurée et devint le FSV LOKOMOTIVE DRESDEN.
- 1990 - le club fut renommé DRESDNER SC.
- 2007 - En faillite et dissous, DRESDNER SC fut reconstitué sous le nom de HAUPTVEREIN DRESDNER SPORT-CLUB 1898.

## Histoire

### Dresdner SC (1898-1945)

Logo historique du Dresdner SC

Le Dresdner SC fut fondé le 30 avril 1898 au restaurant de l'hôtel "Stadt Coblenz" (Ville de Coblance). Il est considéré comme le successeur de Dresden English FC, un des pionniers du football allemand (voir ci-dessus).
Le club qui créa au fil du temps plusieurs sections différentes se tailla une jolie réputation dans les années 1920 et 1930. L'athlète Rudolf Harbig établit six records du monde. les équipes masculine de football et de Hockey sur gazon tout comme celle des Dames en handbal se mirent en évidence.
À partir de 1933, le Dresdner SC évolua dans la Gauliga Sachsen une des seize ligues créées sur ordre des Nazis dès leur arrivée au pouvoir en 1933. Le club remporta six fois cette ligue et en fut trois fois vice-champion durant les saisons de son existence. En 1940 et en 1941 en football, le club remporta la "Tschammer Pokal", l'ancêtre de l'actuelle DFB-Pokal.
En 1945, le club fut dissous par les Alliés (voir Directive n°23). D'anciens membres du Dresdner SC reconsituèrent la Sportgemeinschaft Friedrichstadt ou SG Friedrichstadt, souvent appelée SG Dresden-Friedrichstadt

### Époque de la RDA

#### SG Dresden-Friedrichstadt
Alors que trois des nations alliées victorieuses (France, Royaume-Uni, États-Unis) amenèrent la constitution de la République fédérale d'Allemagne (RFA), la quatrième puissance, l'URSS, garda la zone orientale du pays sous son contrôle et créa la République démocratique allemande (RDA), en octobre 1949.
De la fin de la Seconde Guerre mondiale à 1958, toute l'activité sportive est-allemande fut gérée par le Deutscher Sportausschuß. À partir de 1950, les clubs devinrent des Betriebsportgemeinschaft (BSG), ou communautés sportives d'entreprise ou corporative.
Les entités qui refusèrent d'appliquer "à la lettre" les directives et les principes de gestion du Deutscher Sportausschuß furent sanctionnées, ou purement et simplement dissoutes. Ce fut le cas du SG Dresden-Friedrichstadt.
Ce club avait terminé la saison 1949-1950 en tant que vice-champion après sa défaite à domicile (1-5), le 16 avril 1950, devant 60 000 spectateurs, face au ZSG Horst Zwickau. Durant la partie, plusieurs décisions arbitrales avaient été sujettes à caution, bien que sportivement, Zwickau se soit effectivement montré supérieur. Après le coup de sifflet final, les supporters de Dresde manifestèrent leur mécontentement. De violents heurts opposèrent la foule, qui criait à la manipulation et au trucage, aux forces de l'ordre.
Avec le temps, la certitude d'une manipulation du match n'a jamais été établie. Mais ce qui est certain, c'est le succès du "club socialiste" ZSG Horst face à un simple Sportgruppe arrangea bien les affaires du SED (parti unique au pouvoir). Manfred Ewald, à l'époque chef de la section football du Deutscher Sportausschuß, commenta la décision de ce comité de la manière suivante: « Nous nous félicitons particulièrement les athlètes de la société d'entreprise d'État qui ont remporté la victoire. [...]. Les émeutes et la provocation qui eurent lieu après le match nous donnent raison dans notre souhait d'intensifier plus encore la création et la mise en œuvre d'équipes sportives d'entreprises. »
Les conséquences pratiques de cette petite phrase furent assez simples: le SG Dresden-Friedrichstadt fut dissous et ses membres furent rattachés à l'équipe du VVB Tabak Dresden, dès le mois de mai 1950. Lorsque cette formation disputa une rencontre amicale en mai 1950, seulement deux joueurs de l'équipe vice-championne du SG Dresden-Friedrichstadt étaient encore présents. Car en signe de protestation contre ces mesures, onze joueurs quittèrent la RDA et signèrent un contrat professionnel en Allemagne de l'Ouest (principalement au Hertha BSC). Parmi les joueurs qui prirent le chemin de l'exil figurait Helmut Schön, futur sélectionneur national. 
La place devenue vacante en DDR-Oberliga devait être attribuée à l'équipe du VVB Tabak Dresden, mais en raison de l'exode de joueurs évoqué ci-dessus, les dirigeants placèrent arbitrairement dans la plus haute ligue, un club récemment créé le SG Volkspolizei Dresden.

#### SG Dresden-Mickten

Ancien logo du SC einheit Dresden

Ce qu'il restait de l'ancien SG Friedrichstadt, essentiellement des "Réservistes" et des dirigeants rejoignit alors une autre entité le SG Dresden-Mickten. 
Ce club devint par la suite le BSG Sachsenverlag Dresden puis le BSG Rotation Dresden et enfin le SC Einheit Dresden. Il évolua 14 saisons en DDR-Oberliga et remporta une FDGB-Pokal (1958).
Il régressa ensuite au 2e niveau, jusqu'à la disparition de sa section football lors de la réforme de 1966.

#### FSV Lokomotive Dresden
À la fin de la saison 1964-1965, les dirigeants politiques appliquèrent une nouvelle réformes aux structures sportives est-allemandes. Des clubs de football purent devenir indépendant des entités existantes (tout en restant étroitement contrôlés et gérés par l'État). Ce fut ainsi que le 12 janvier 1966, le SC Einheit Dresden fut restructuré et sa section football devint le Fussballspielvereinigung Lokomotive Dresden ou FSV Lokomotive Dresden.
Le club évolua en milieur de tableau de la DDR-Liga Groupe Süd jusqu'en 1971. À partir de la saison 1971-1972, la Division 2 est-allemande passe de 2 à 5 séries. le FSV Lok. Dresden fut versée dans le Groupe D, dont il fut directement vice champion. Il réitéra cette performance en 1975 et en 1977.
Au terme de la saison 1977-1978, Lokomotive Dresden remporta ce Groupe D. Mais il ne fut jamais dans le coup lors du tour final pour la montée qu'il termina à la 5e et dernière place.
Dans les saisons qui suivirent, le FSV Lokomotive Dresden recula dans le classement de son groupe. Il évita de peu la relégation en 1981 et en 1983. Au terme du championnat 1983-1984, la DDR-Liga fut réduite de 5 à 2 séries. Ne terminant que 8e du Groupe D, le cercle descendit en Bezirksliga Dresden.
Au 3e niveau, le FSV Lok. fut vice-champion en 1987. Ce fut son dernier coup d'éclat avant de reculer progressivement vers le milieu du classement.
Le 1er juillet 1990, le club devint la section football du Dresdner SC tout récemment recréé. 
En 2009 est refondé un nouveau FSV Lokomotive Dresden.

### Dresdner SC

Ancien logo du Dresdner SC

Au moment de la réunification allemande et de la reprise de son nom historique le Dresdner SC se retrouva en Bezirksliga, soit au 5e niveau du football allemand réunifié. Le club reporta deux titres conséuctifs en 1991 et en 1992 pour monter d'abord en Landesliga Sachsen puis en Oberliga Nordost. L'aventure y dura deux saisons puis en 1994, le cercle fut relégué vers la Landesliga Sachsen qui devenait alors le 5e niveau à la suite de l'instauration des Regionalligen, au troisième étage de la pyramide du football allemand.
Dresdner SC retrouva immédiatement le titre et remonta en Oberliga Nordost Süd. Il y séjourna jusqu'au terme du championnat 1997-1998 où il fut champion et accéda à la Regionalliga Nordost (Niveau 3). Le club évolua alors pendant cinq ans au 3e niveau.
Relégué en 2003, le Dresdner SC vécut une deuxième descente consécutive en 2004. Après deux saisons, en Landesliga Sachsen le club glissa en Bezirksliga en 2006. La chute se poursuivit en fin de compétition 2006-2007 avec une chute en Bezirksklasse. À la fin de cet exercice, le club fut déclaré en faillite.
Le 1er juillet 2007, il fut reconstitué sous l'appellation Dresdner SC 1898.

### Dresdner SC 1898
En 2008, lors de la création de la 3. Liga, la Bezirksklasse recula au 8e niveau de la hiérarchie de la DFB.
En 2010-2011, le Dresdner SC 1898 évolue encore en Bezirksklasse.

## Palmarès
- Champion de la Gauliga Sachsen: 1934, 1939, 1940, 1941, 1943, 1944.
- Vice-champion de la Gauliga Sachsen: 1935, 1936, 1942.
- Champion d'Allemagne: 1943, 1944.
- Vice-champion d'Allemagne de l'Est: 1950.
- Champion de la DDR-Liga, Groupe D: 1978.
- Vice-champion de la DDR-Liga, Groupe D: 1972, 1975, 1977.
- Vice-champion de la Bezirksliga Dresden: 1987.
- Champion de la Bezirksliga: 1991.
- Champion de la Landesliga Sachsen: 1992.
- Champion de l'Oberliga Nordost Süd: 1998.
- Vice-champion de l'Oberliga Nordost Süd: 1997.
- Vainqueur de la Tschammer Pokal: 1940, 1941.

## Anciens joueurs
- Harry Arlt
- Matthias Donix
- Manfred Drewniok
- Frank Ganzera
- Eduard Geyer
- Richard Hofmann
- Willibald Kress
- Claus Lichtenberger
- Leopold Richter
- Helmut Schön
- Hans-Ulrich Thomale

### Sources et liens externes
- Site officiel
- Notices d'autorité :   - VIAF
  - GND
- (de) Website officiel de la section football du Dresdner SC 1898
- (de) Website dont une partie raconte l'Histoire du FSV Lokomotive Dresden
- (de) Andreas Baingo, Michael Horn: Die Geschichte der DDR-Oberliga, Verlag Die Werkstatt, Göttingen 2004,  (ISBN 3-89533-428-6), S.18.
- (de) Neue Fußball-Woche, article commentant le match "Empor Lauter-Tabak Dresden" de la mi-mai 1950.
- (de) Klaus Querengässer: 100 Jahre Fußball in Dresden, 1993
- (de) Peter Salzmann: Fußballheimat Dresden, 1995
- (de) Peter Salzmann: Dresdner Hefte 55 – Beiträge zur Kulturgeschichte, 1998
- (de) Andreas M. Tschorn: 165 Jahre Dresdner Sport-Club - Triumphe & Tragödien 1843 - 2008, 2008